# 포르리베르테

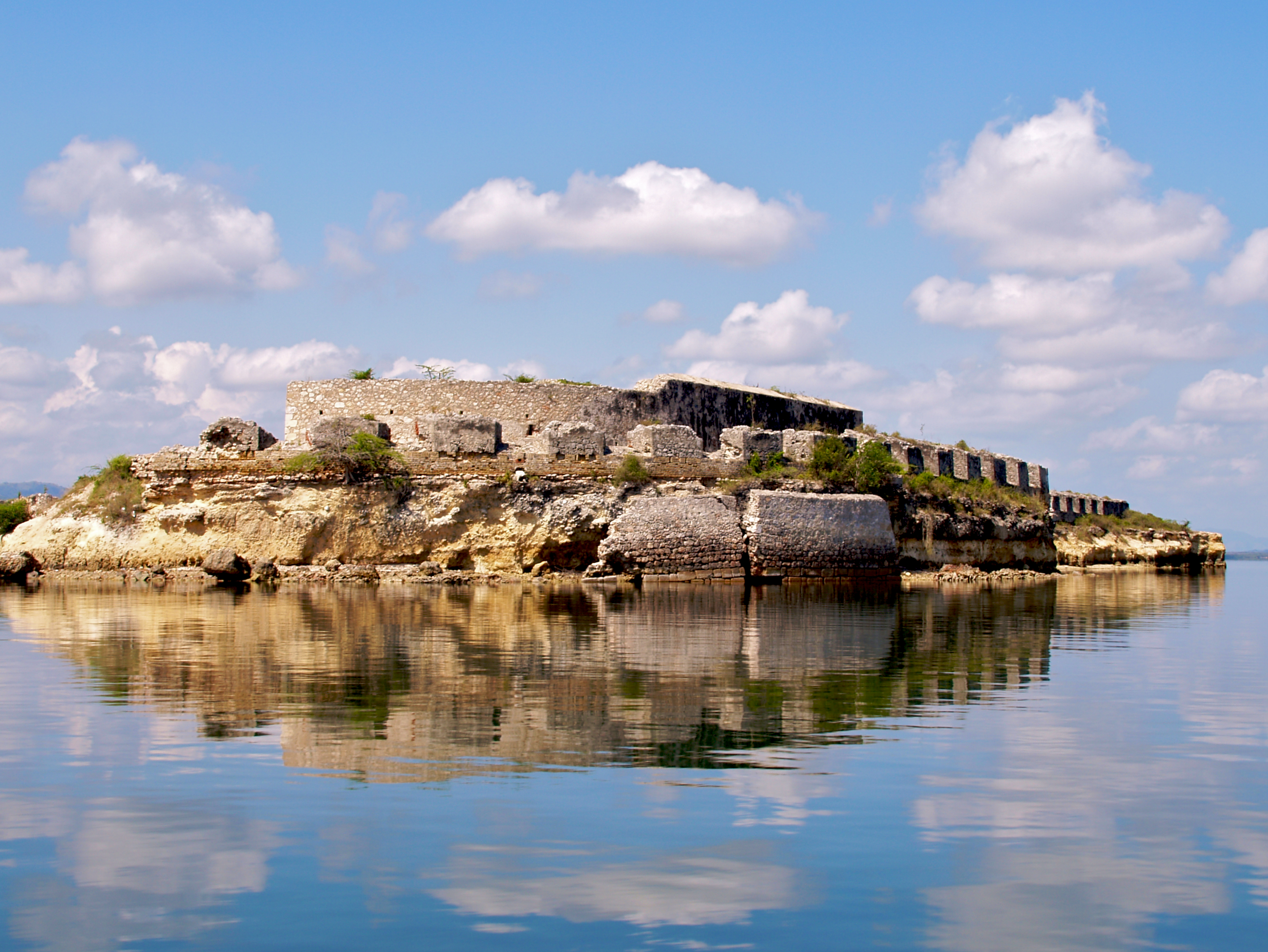
포르리베르테

포르리베르테(프랑스어: Fort-Liberté, 아이티어: Fòlibète)는 아이티 북동부에 위치한 도시로 북동부 주의 주도이며 면적은 240.28km2, 인구는 31,315명(2009년 기준), 인구 밀도는 130.33명/km2이다. 도시 이름은 프랑스어로 '자유의 요새'를 뜻한다. 도미니카 공화국 국경과 가까운 지점에 위치한다.
원래는 아메리카 토착민이 거주했던 곳이며 1578년 스페인에 의해 바야하(Bayaja)라는 이름의 식민지가 건설되었지만 1605년 버려진 도시로 남았다. 1732년 프랑스의 식민지가 된 이후에는 포르도팽(Fort-Dauphin, '황태자의 요새'라는 뜻)으로 바뀌게 된다.
1794년 스페인 군대가 이 곳을 점령했지만 1801년 프랑스가 이 곳을 탈환했다. 1803년 9월 8일 프랑스가 영국에 항복을 선언했고 1803년 11월 29일 아이티가 독립을 선언하게 된다. 그 뒤에 포르생조제프(Fort St. Joseph, 1804년), 포르루아얄(Fort-Royal, 1811년)이라는 이름으로 바뀌었고 1820년 지금과 같은 이름으로 바뀌면서 오늘에 이른다.